# Liste der Monuments historiques in Saint-Florent-sur-Cher
Die Liste der Monuments historiques in Saint-Florent-sur-Cher führt die Monuments historiques in der französischen Gemeinde Saint-Florent-sur-Cher auf.

## Liste der Bauwerke
| Bezeichnung            | Beschreibung                  | Standort                      | Kennzeichnung | Schutzstatus | Datum | Bild           |
| ---------------------- | ----------------------------- | ----------------------------- | ------------- | ------------ | ----- | -------------- |
| Ehemalige Metallfabrik | Erbaut 1842                   | (Lage)                        | PA00096944    | Classé       | 1991  |                |
| Schloss                | Erbaut im 15./16. Jahrhundert | Place de la République (Lage) | PA00096884    | Inscrit      | 1936  | weitere Bilder |

## Liste der Objekte
- Monuments historiques (Objekte) in Saint-Florent-sur-Cher in der Base Palissy des französischen Kultusministeriums